# 波斯基亞沃湖
46°16′56″N 10°5′25″E / 46.28222°N 10.09028°E

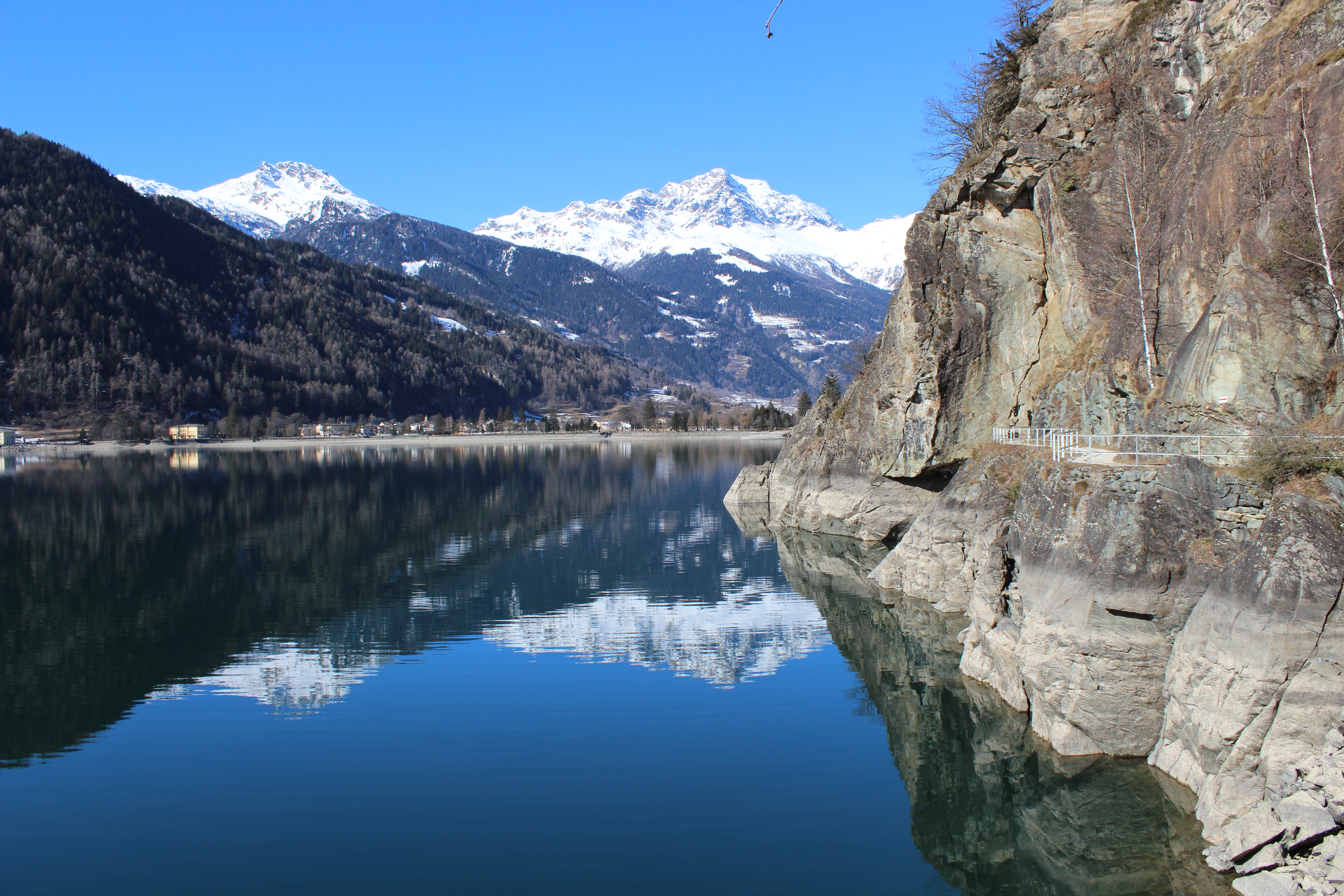

波斯基亞沃湖是瑞士的湖泊，位於該國東南部格勞賓登州，面積1.98平方公里，海拔高度962米，最大水深85米，蓄水量1.2億立方米，該湖用作水庫。